# Avenija 9. julija, Buenos Aires
Avenija 9. julija (špansko Avenida 9 de Julio) je glavna prometnica v središču mesta Buenos Aires v Argentini. Njeno ime časti dan neodvisnosti Argentine, 9. julij 1816.
Avenija poteka približno 3 kilometre zahodno od obale Río de la Plata, od okrožja Retiro na severu do postaje Constitución na jugu. Avenija ima do sedem prometnih pasov v obe smeri, na obeh straneh pa jo obdajajo vzporedne ulice z dvema prometnima pasovoma. Skozi središče avenije teče eden od mestnih koridorjev Metrobusa (Buenos Aires) (avtobusni hitri tranzit), ki se razteza na 3 kilometre in je bil odprt julija 2013. Med stranskima ulicama in glavno cesto sta dva široka ločilna pasova zasajena z drevjem.
Severni konec avenije je povezan s hitro cesto Arturo Illia (ki povezuje letališče Jorge Newbery in Panameriško cesto) ter avenijo Libertador. Južni konec je povezan s cestninsko cesto 25 de Mayo (ki služi zahodni strani Velikega Buenos Airesa in letališču Ezeiza) in dvignjeno hitro cesto 9 de Julio, ki omogoča dostop do dveh glavnih južnih cest izven mesta (pot 1 do La Plate in pot 2 do Mar del Plate). Trg republike se nahaja na križišču te avenije z avenijo Corrientes in na tej točki je obelisk.

## Zgodovina in opis
Zamisel o gradnji avenije 9. julija  je bila predlagana v času župana Francisca Seeberja (1889–1890). Upali so, da bo podobna arteriji, ki bo prehajala od severa proti jugu in ju povezovala. Kasneje je bila vključena v različne načrte in projekte, vendar je bil šele leta 1912 sprejet državni zakon 8.855, ki je občino pooblastil za njeno izvedbo. Namenjena je bila javni uporabi v blokih med ulicama Cerrito in Lima ter Carlosa Pellegrinija do Bernarda de Irigoyena, od Paseo de Julio (Avenida del Libertador) do Brazilije (Barrio de Constitución) z namenom izdelave 33-m široke osrednje avenije, obdane z dvema širokima ulicama in ob javnih ali zasebnih stavbah značilnega sloga in posebne arhitekture, zgrajenih na nastalem zemljišču. Prodaja bi bila del finančnih sredstev skupaj s posojilom lokalne vlade v višini 25 milijonov zlatih pesosov. Ta denar bi prišel neposredno iz dohodka lokalne vlade in z 10-odstotnim neposrednim prispevkom države. Če bi se osrednji del dobro ujemal z osjo sever-jug, bi projekt dopolnjeval ulice, ki potekajo od vzhoda proti zahodu in imajo dve krožišči: enega na križišču Avenida de Mayo in drugega na križišču Corrientes Avenue.
Takoj ko je bil zakon sprejet, je župan Anchorena naredil korak k izgradnji, tako da jo je odprl za stoletnico neodvisnosti (1916). Občina mesta Buenos Aires je začela nakup vseh nepremičnin na določeni trasi z naložbo 50.000.000 takratne valute (peso moneda nacional). Vendar občina ni bila dovolj dobro opremljena s pravnimi instrumenti in zadostnimi financami, da bi lahko na trajnosten in urejen način nadaljevala tovrstne podvige. Razlastitev je potekala postopoma. To je močno obremenilo občinsko blagajno. Ta neuspeh je imel tudi negativne učinke na razvoj stavb v osrednjem območju. S tem so bile številne stavbe degradirane in so bile bodisi opuščene bodisi porušene. Zadeva je povzročila politično in finančno krizo velikega obsega, ki sta jo poslabšala tudi izbruh velike vojne  in bližina prvih demokratičnih volitev, ki naj bi se zgodile z odstopom župana Anchorene in z zaprtjem Občinskega sveta leta 1915.
Zamisel o gradnji avenije 9. julija se je ohranila v načrtu iz leta 1925, kjer je bila integrirana v severno in južno diagonalo (predlagana leta 1919), na koncih pa sta nastala dva osrednja spomenika.
Nenavadna širina avenije je zato, ker se razteza skozi celoten blok mesta, kar je razdalja med dvema ulicama v vzorcu šahovnice, ki se uporablja v Buenos Airesu. Razdalja med sosednjima ulicama je približno 110 m. Ulica ob 9. juliju na vzhodu se imenuje Carlos Pellegrini (severno od Rivadavije) in Bernardo de Irigoyen (južno od Rivadavije). Ulica ob strani 9 de Julio zahodno se imenuje Cerrito (severno od Rivadavije) in Lima (južno od Rivadavije).
Avenija je bila prvič načrtovana leta 1888 z imenom Ayohuma; vendar so prizadeti najemodajalci in prebivalci tej cesti dolgo nasprotovali, zato so se dela začela šele leta 1935. Začetna faza je bila odprta 12. oktobra 1937 , glavni del drevoreda pa je bil končan v 1960-ih. Južne povezave so bile dokončane po letu 1980, ko je bil dokončan del cestninskega sistema v središču mesta. Čiščenje pravice za ta križišča je zahtevalo velika rušenja na območju Constitución.
Linija C podzemne železnice Buenos Aires poteka delno pod avenijo. Proge A, B, D in E imajo postaje, ko njihova smer seka avenijo. Proge B, C in D si delijo postajo pod Obeliskom, ki je osrednja točka sistema podzemne železnice in ima maloprodajni center, ki je hkrati tudi podhod. Imena postaj so Carlos Pellegrini, Diagonal Norte in 9 de Julio.
Prečkanje avenije na ravni ulice pogosto zahteva nekaj minut, saj imajo vsa križišča semaforje. Pri običajni hitrosti hoje pešci običajno prečkajo dve do tri zelene lučke. Nekateri urbanisti so predložili projekte za premik osrednjega dela avenije pod zemljo, da bi ublažili zaznani prepad med obema stranema avenije.

## MetroBus linija
Metrobus 9 de Julio je s 13 postajami dolg 3 kilometre in teče po aveniji po približno isti poti kot linija C podzemne železnice. Služi 11 avtobusnim linijam, čas potovanja avtobusa po aveniji se je zmanjša na 50 %. Glavni cilj te proge je bil združiti dve najprometnejši železniški postaji v mestu: Retiro in Constitución ter dnevno oskrbeti približno 250.000 potnikov, ki se vozijo z avtobusi vzdolž avenije, s časom potovanja 15 minut namesto 30 minut vožnje preden je bila proga zgrajena.

## Zanimivosti
Glavne znamenitosti ob aveniji so od severa do juga:
- Palacio Ortiz Basualdo, sedež francoskega veleposlaništva. Francoska vlada stavbe veleposlaništva ni hotela ponuditi v rušenje, lokalni zaščitniki pa so tej potezi tudi nasprotovali, saj je stavba splošno znana kot arhitekturna mojstrovina.
- Teatro Colón
- Zahodni del ulice Lavalle, ulice za pešce, ki je bila prej znana po številnih kinodvoranah
- Obelisk in Plaza de la República
- Kip Don Kihota v križišču z Avenido de Mayo
- Nekdanja stavba Ministrstva za javna dela (edina stavba na sami sredini avenije), v križišču z ulico Moreno.
- Železniška postaja Constitución in Plaza Constitución

## Galerija
- Panoramski pogled v 1930-ih
- Vodnjak v križišču z avenijo Cordoba. Za njim nekdanji sedež FIAT Argentina
- Avenida 9 de Julio ponoči
- Avenida 9 de Julio in obelisk